# Bryum pamirense
Bryum pamirense är en bladmossart som beskrevs av Philibert och Brotherus 1906. Bryum pamirense ingår i släktet bryummossor, och familjen Bryaceae. Inga underarter finns listade i Catalogue of Life.